# Бешиці
Бешиці (пол. Beszyce) — село в Польщі, у гміні Копшивниця Сандомирського повіту Свентокшиського воєводства.
Населення — 257 осіб (2011).
У 1975-1998 роках село належало до Тарнобжезького воєводства.

## Демографія
Демографічна структура на день 31 березня 2011 року:
|          | Загалом | Допрацездатний вік | Працездатний вік | Постпрацездатний вік |
| -------- | ------- | ------------------ | ---------------- | -------------------- |
| Чоловіки | 127     | 30                 | 81               | 16                   |
| Жінки    | 130     | 28                 | 69               | 33                   |
| Разом    | 257     | 58                 | 150              | 49                   |